# 공소장일본주의
공소장일본주의(公訴狀一本主義)는 대한민국의 형사소송법상 개념으로 공소를 제기함에는 공소장을 관할법원에 제출하여야 하며, 공소장에는 공소제기전에 변호인이 선임되거나 보조인의 신고가 있는 경우 그 변호인선임서 또는 보조인신고서를, 공소제기전에 특별대리인의 선임이 있는 경우 그 특별대리인 선임결정등본을, 공소제기당시 피고인이 구속되어 있거나, 체포 또는 구속된 후 석방된 경우 체포영장, 긴급체포서, 구속영장 기타 구속에 관한 서류를 각 첨부하되 그외에 예단이 생기게 할 수 있는 서류 기타 물건을 첨부해서는 안된다는 것이다. 하지만 유죄 입증을 위하여 배경 설명을 하다가 관련 없는 사실을 덧붙이는 경우도 있어 재판부가 부분 삭제를 요청하지만 "일반시민들이 참여하는 배심 재판에선 문제가 될 수 있다."고 한다.

## 사례
만약 공소장에 "범죄전력"을 기재하면서 동종범죄 전력이 3회 더 있다는 사실을 표시하면 상습죄 혹은 벌금형이나 집행유예 배제 사유가 아닌 한 공소장일본주의 위배로 공소기각될 수 있지만 통상적으로 공소장에 피고인을 특정할 수 있는 내용을 기재하게 되어 있는 것을 확대 해석하여 범죄경력조회서 등을 첨부하여 제출한다.
2007년 대한민국 제17대 대통령 선거에 입후보하였던 문국현 후보 측이 "공소장에 자신과 주변 사람들이 주고받은 이메일 내용을 인용하거나 범행 배경 등을 자세히 써 넣은 것이 공소장일본주의 위반"이라는 주장을 1심 막바지 무렵부터 펴기 시작한 것에 대해 대법원은 "비례대표 후보직을 사고판 범행은 당 내부에서 은밀히 벌어지는 것이어서 범행의 동기나 경위 등을 납득시키기 위해 검사가 어느 정도 구체적인 사정을 풀어쓸 필요가 있다"는 점을 인정하면서 "시기적으로는 증거조사 절차가 마무리되고 선고를 앞둔 상황에서는 공소장일본주의 원칙을 어겼다는 점을 문제삼을 수 없다"고 하면서 대법관 9:4 다수의견으로 피고인의 주장을 배척했다. 김영란 등 4명의 대법관은 "검사가 법절차를 어겼다면 언제 그랬는지는 전혀 중요하지 않으며 절차상의 하자를 인정해 반드시 공소기각 판결을 해야 한다"고 했다. 다수의견을 냈던 김홍훈 대법관은 "이 문제가 재판 진행 시점과 관계없이 항상 지적할 수 있다"는 점에서는 소수 의견을 따르는 별개의 절충 의견을 냈다.(대법원2009도7436)
서울중앙지법 형사27부(재판장 정계선 부장판사)는 다스 횡령 및 삼성 뇌물수수 등의 혐의로 구속기소된 이명박 전 대통령에게 징역 15년과 벌금 130억원 등을 선고하면서, "퇴임 후 국가기록원에 넘겨야 할 청와대 생산 문건을 빼돌린 혐의에 대해서는 공소장 일본주의에 위배된다"며 공소를 기각했다.

## 같이 보기
- 공소장 변경